# Památník obětem dopravních nehod (Pávov)
Památník obětem dopravních nehod je pomník zbudovaný na dálničním odpočívadle poblíž Pávova na 110. kilometru dálnice D1 ve směru z Prahy na Brno, resp. Ostravu. Sestává z dřevěných křížů, na každém z nichž je tabulka s letopočtem a počtem obětí na lidských životech, které si daný rok dopravní nehody na této dálnici vyžádaly. Vybudovala jej jihlavská obecně prospěšná společnost „Památník D1“ (IČ 26934116) a otevřen byl na konci října roku 2006.
Od roku 2017 památník nikdo neudržuje, nicméně Ředitelství silnic a dálnic v létě 2021 provedlo opravu památníku. Spolek Památník D1 je dlouhodobě neaktivní, a tak není jasné, kdo se o pomník bude nadále starat.